# Liste des monuments historiques de Zwijndrecht (Belgique)
Cette page regroupe l'ensemble des monuments classés de la ville belge de Zwijndrecht.
| Objet                                          | Statut du classement? | Année de construction/architecte | Section communale | Adresse                | Coordonnées                      | Numéro d'inventaire | Illustration                              |
| ---------------------------------------------- | --------------------- | -------------------------------- | ----------------- | ---------------------- | -------------------------------- | ------------------- | ----------------------------------------- |
| (nl) "Blauwe Hoeve"                            |                       |                                  | Zwijndrecht       | Blauwe Hoevestraat 8   | 51° 13′ 29″ nord, 4° 19′ 03″ est | 14684               | Téléverser                                |
| (nl) Parochiekerk Heilige Kruisverheffing      | OA000255 · OA001227   |                                  | Zwijndrecht       | Dorp West 1            | 51° 13′ 10″ nord, 4° 19′ 35″ est | 14687               | (nl) Parochiekerk Heilige Kruisverheffing |
| (nl) Pastorie, dubbelhuis                      | OA003242              |                                  | Zwijndrecht       | Dorp Oost 42           | 51° 13′ 10″ nord, 4° 19′ 44″ est | 14689               | Téléverser                                |
| (nl) Herenhuis                                 |                       |                                  | Zwijndrecht       | Dorp Oost 45           | 51° 13′ 09″ nord, 4° 19′ 49″ est | 14691               | Téléverser                                |
| (nl) Gemeentehuis 1931-35                      |                       |                                  | Zwijndrecht       | Dorp West 2            | 51° 13′ 08″ nord, 4° 19′ 35″ est | 14693               | Téléverser                                |
| (nl) Rijhuizen                                 |                       |                                  | Zwijndrecht       | Dorp West 42           | 51° 13′ 08″ nord, 4° 19′ 25″ est | 14694               | Téléverser                                |
| (nl) Rijhuizen                                 |                       |                                  | Zwijndrecht       | Dorp West 44           |                                  | 14694               | Téléverser                                |
| (nl) Rijhuizen                                 |                       |                                  | Zwijndrecht       | Dorp West 46           |                                  | 14694               | Téléverser                                |
| (nl) Arbeidershuizen                           |                       |                                  | Zwijndrecht       | Dorp West 54           |                                  | 14695               | Téléverser                                |
| (nl) Arbeidershuizen                           |                       |                                  | Zwijndrecht       | Dorp West 65           |                                  | 14695               | Téléverser                                |
| (nl) Arbeidershuizen                           |                       |                                  | Zwijndrecht       | Dorp West 67           | 51° 13′ 09″ nord, 4° 19′ 23″ est | 14695               | Téléverser                                |
| (nl) 19de-eeuws burgerhuis                     |                       |                                  | Zwijndrecht       | Dorp West 62           | 51° 13′ 08″ nord, 4° 19′ 21″ est | 14696               | Téléverser                                |
| (nl) Station 1904                              |                       |                                  | Zwijndrecht       | Fortlaan 1             | 51° 12′ 51″ nord, 4° 19′ 48″ est | 14697               | (nl) Station 1904                         |
| (nl) Fort Sint-Marie                           |                       |                                  | Zwijndrecht       | Galgestraat            | 51° 15′ 12″ nord, 4° 17′ 48″ est | 14698               | Téléverser                                |
| (nl) Hoeve en arbeiderswoningen                |                       |                                  | Zwijndrecht       | Heidestraat 76         | 51° 12′ 40″ nord, 4° 19′ 37″ est | 14700               | Téléverser                                |
| (nl) Hoeve en arbeiderswoningen                |                       |                                  | Zwijndrecht       | Heidestraat 78         | 51° 12′ 40″ nord, 4° 19′ 37″ est | 14700               | Téléverser                                |
| (nl) Hoeve en arbeiderswoningen                |                       |                                  | Zwijndrecht       | Heidestraat 80         | 51° 12′ 40″ nord, 4° 19′ 37″ est | 14700               | Téléverser                                |
| (nl) Hoeve en arbeiderswoningen                |                       |                                  | Zwijndrecht       | Heidestraat 82         | 51° 12′ 40″ nord, 4° 19′ 37″ est | 14700               | Téléverser                                |
| (nl) Hoeve en arbeiderswoningen                |                       |                                  | Zwijndrecht       | Heidestraat 84         | 51° 12′ 40″ nord, 4° 19′ 37″ est | 14700               | Téléverser                                |
| (nl) Schuur                                    |                       |                                  | Zwijndrecht       | Heidestraat            | 51° 12′ 36″ nord, 4° 19′ 45″ est | 14701               | Téléverser                                |
| (nl) Fort van Zwijndrecht 1870                 |                       |                                  | Zwijndrecht       | Gavers                 | 51° 12′ 32″ nord, 4° 18′ 29″ est | 14704               | Téléverser                                |
| (nl) Art Nouveaustijl landhuis                 |                       |                                  | Zwijndrecht       | Laarstraat 96          | 51° 12′ 56″ nord, 4° 20′ 04″ est | 14705               | Téléverser                                |
| (nl) "Sint-Isidorushoeve", boerderij           |                       |                                  | Zwijndrecht       | Neerstraat 57          | 51° 13′ 37″ nord, 4° 19′ 37″ est | 14711               | Téléverser                                |
| (nl) Herenhuis                                 | OA003243              |                                  | Zwijndrecht       | Polderstraat 2         | 51° 13′ 11″ nord, 4° 19′ 46″ est | 14713               | Téléverser                                |
| (nl) Classicistisch herenhuis                  | OA003244              |                                  | Zwijndrecht       | Polderstraat 12        | 51° 13′ 13″ nord, 4° 19′ 49″ est | 14714               | Téléverser                                |
| (nl) Herenhuis                                 |                       |                                  | Zwijndrecht       | Richard Orlentstraat 5 | 51° 13′ 13″ nord, 4° 19′ 35″ est | 14716               | Téléverser                                |
| (nl) Woonhuis                                  |                       |                                  | Zwijndrecht       | Sint Annaboomstraat 33 | 51° 13′ 05″ nord, 4° 19′ 23″ est | 14719               | Téléverser                                |
| (nl) Hoeve                                     |                       |                                  | Zwijndrecht       | Sint Annaboomstraat 37 | 51° 13′ 03″ nord, 4° 19′ 19″ est | 14720               | Téléverser                                |
| (nl) Boerderij                                 |                       |                                  | Zwijndrecht       | Smoutpot 21            | 51° 13′ 43″ nord, 4° 18′ 18″ est | 14721               | Téléverser                                |
| (nl) Arbeidershuis                             |                       |                                  | Zwijndrecht       | Suikerdijkstraat 58    | 51° 13′ 13″ nord, 4° 20′ 13″ est | 14722               | Téléverser                                |
| (nl) Reeks arbeidershuisjes                    |                       |                                  | Zwijndrecht       | Vendoorn 13B           | 51° 13′ 03″ nord, 4° 18′ 25″ est | 14725               | Téléverser                                |
| (nl) XIX - Arbeidershuisjes                    |                       |                                  | Zwijndrecht       | Vendoorn 13C           | 51° 13′ 03″ nord, 4° 18′ 25″ est | 14725               | Téléverser                                |
| (nl) XIX - Arbeidershuisjes                    |                       |                                  | Zwijndrecht       | Vendoorn 13D           | 51° 13′ 03″ nord, 4° 18′ 25″ est | 14725               | Téléverser                                |
| (nl) XIX - Arbeidershuisjes                    |                       |                                  | Zwijndrecht       | Vendoorn 13E           | 51° 13′ 03″ nord, 4° 18′ 25″ est | 14725               | Téléverser                                |
| (nl) Arbeidershuisjes                          |                       |                                  | Zwijndrecht       | Molenstraat 39         | 51° 13′ 22″ nord, 4° 19′ 56″ est | 14726               | Téléverser                                |
| (nl) Arbeidershuisjes                          |                       |                                  | Zwijndrecht       | Vlietstraat 2          | 51° 13′ 22″ nord, 4° 19′ 56″ est | 14726               | Téléverser                                |
| (nl) Arbeidershuisjes                          |                       |                                  | Zwijndrecht       | Vlietstraat 4          | 51° 13′ 22″ nord, 4° 19′ 56″ est | 14726               | Téléverser                                |
| (nl) Arbeidershuisjes                          |                       |                                  | Zwijndrecht       | Vlietstraat 6          | 51° 13′ 22″ nord, 4° 19′ 56″ est | 14726               | Téléverser                                |
| (nl) Arbeidershuisjes                          |                       |                                  | Zwijndrecht       | Vlietstraat 14         | 51° 13′ 22″ nord, 4° 19′ 56″ est | 14726               | Téléverser                                |
| (nl) Arbeidershuis                             |                       |                                  | Burcht            | Antwerpsesteenweg 91   | 51° 12′ 21″ nord, 4° 20′ 59″ est | 14730               | Téléverser                                |
| (nl) Arbeidershuizen                           |                       |                                  | Burcht            | Boomgaardstraat 139    | 51° 12′ 15″ nord, 4° 19′ 52″ est | 14732               | Téléverser                                |
| (nl) Arbeidershuizen                           |                       |                                  | Burcht            | Boomgaardstraat 141    | 51° 12′ 15″ nord, 4° 19′ 52″ est | 14732               | Téléverser                                |
| (nl) Burgerhuis in neo-Lodewijk XVI-stijl      |                       |                                  | Burcht            | Dorpstraat 20          | 51° 12′ 05″ nord, 4° 20′ 50″ est | 14734               | Téléverser                                |
| (nl) Broederschool 1908                        |                       |                                  | Burcht            | Dorpstraat 36          | 51° 12′ 04″ nord, 4° 20′ 46″ est | 14735               | Téléverser                                |
| (nl) Broederschool 1908                        |                       |                                  | Burcht            | Dorpstraat 38          | 51° 12′ 04″ nord, 4° 20′ 46″ est | 14735               | Téléverser                                |
| (nl) Neogotisch herenhuis 1912                 |                       |                                  | Burcht            | Dorpstraat 41          | 51° 12′ 08″ nord, 4° 20′ 47″ est | 14736               | Téléverser                                |
| (nl) Pastorie                                  |                       |                                  | Burcht            | Kaaiplein 29           | 51° 12′ 08″ nord, 4° 20′ 53″ est | 14738               | Téléverser                                |
| (nl) Parochiekerk Sint-Martinus                |                       |                                  | Burcht            | Kerkplein              | 51° 12′ 05″ nord, 4° 20′ 44″ est | 14741               | (nl) Parochiekerk Sint-Martinus           |
| (nl) Burgerhuis 1912                           |                       |                                  | Burcht            | Kloosterstraat 24      | 51° 12′ 13″ nord, 4° 20′ 42″ est | 14743               | Téléverser                                |
| (nl) "Backersveer", veer-woning                |                       |                                  | Burcht            | Kruibeeksesteenweg     | 51° 11′ 20″ nord, 4° 19′ 40″ est | 14745               | (nl) "Backersveer", veer-woning           |
| (nl) Fort van Kruibeke 1870                    |                       |                                  | Burcht            | Kruibeeksesteenweg     | 51° 11′ 23″ nord, 4° 19′ 20″ est | 14746               | Téléverser                                |
| (nl) "Sleutelhof" of "Sleutels", "Den Sleutel" |                       |                                  | Burcht            | Oeverkant 15           | 51° 11′ 28″ nord, 4° 19′ 41″ est | 14747               | Téléverser                                |
| (nl) Arduinen grenspaal                        |                       |                                  | Zwijndrecht       | Kruibeeksesteenweg 229 | 51° 11′ 13″ nord, 4° 19′ 30″ est | 17538               | Téléverser                                |